# Frederik 1. af Baden
Storhertug Frederik 1. af Baden (tysk: Großherzog Friedrich I. von Baden; 9. september 1826 – 28. september 1907) var storhertug af Baden fra 1856 til sin død i 1907.

## Biografi
Frederik blev født den 9. september 1826 i Karlsruhe. Han var fjerde barn og tredje søn af Storhertug Leopold (1790-1852) og Storhertuginde Sophie (1801-1865), der var datter af Kong Gustav 4. Adolf af Sverige.
I 1852 blev Frederik regent for sin sindssyge bror Storhertug Ludvig 2., og i 1856 udråbtes han som storhertug, da lægerne havde opgivet at kurere hans bror.

### Ægteskab
Frederik blev i 1854 forlovet med den 12 år yngre Louise af Preussen. Parret blev gift 20. september 1856 i Neues Palais i Potsdam. Allerede få uger efter brylluppet blev Louise gravid og parret fik i alt tre børn:
1. Frederik 2. af Baden (9. juli 1857 – 9. august 1928) – gift 1885 med Hilda af Luxembourg, ingen børn.
2. Victoria af Baden (7. august 1862 – 4. april 1930) – gift 1881 med Gustav 5. af Sverige og fik 3 børn.
3. Ludvig af Baden (12. juni 1865 – 23. februar 1888) – død ugift og uden børn.

Frederik og Louise brød sig ikke så meget om det stive hof i Karlsruhe, så de opholdt sig ofte på slottet på øen Mainau ved Konstanz.